# Amblem
Amblem je slika, apstrakt ili reprezentacija koja konceptualno ili alegorički predstavlja neku osobu ili organizaciju. Amblemi se najčešće povezuju s monarsima, kraljevima i velikodostojnicima.
Nacionalni amblemi su oni amblemi koji predstavljaju naciju. 